# أوكسنفورت
اوكسنفورت (بالألمانية: Ochsenfurt) هي place with town rights and privileges و بلدة ألمانية تقع في ألمانيا في بافاريا.

## المدن التوأمة
مدن كوتانس، Ropczyce، Wimborne Minster، Zábřeh و كلديتز هي مدن توأمة لـاوكسنفورت.

## معرض صور

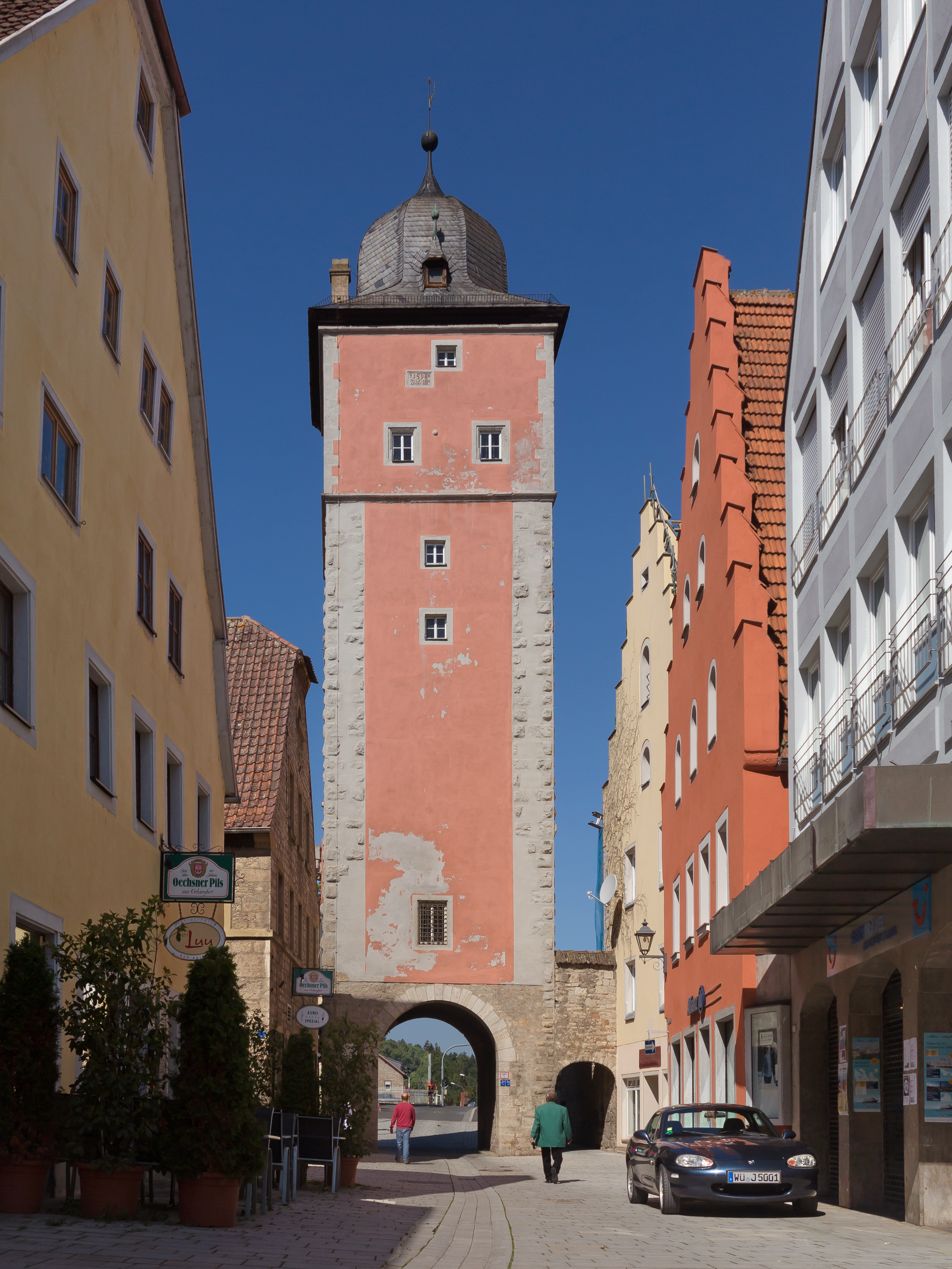
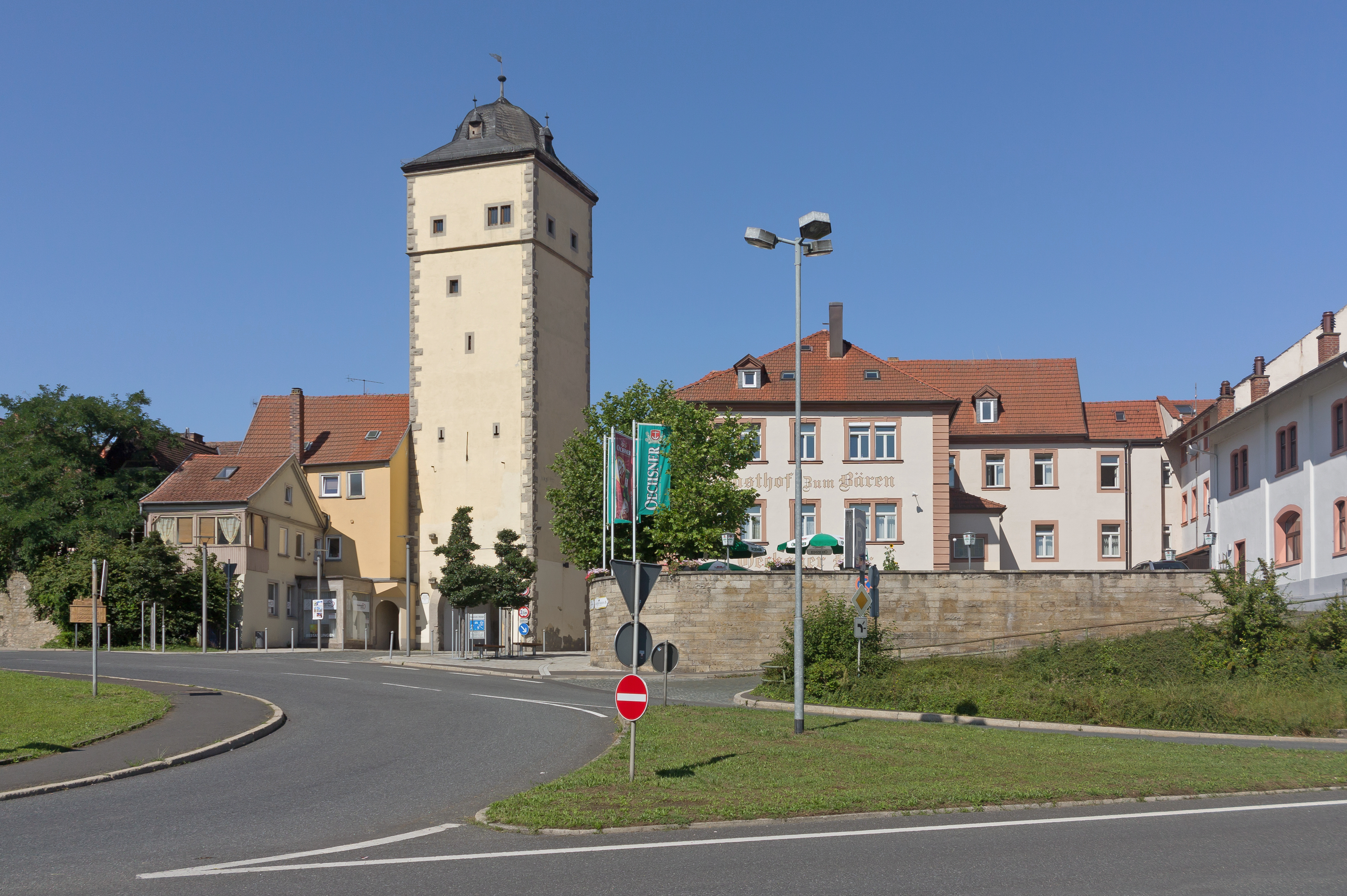
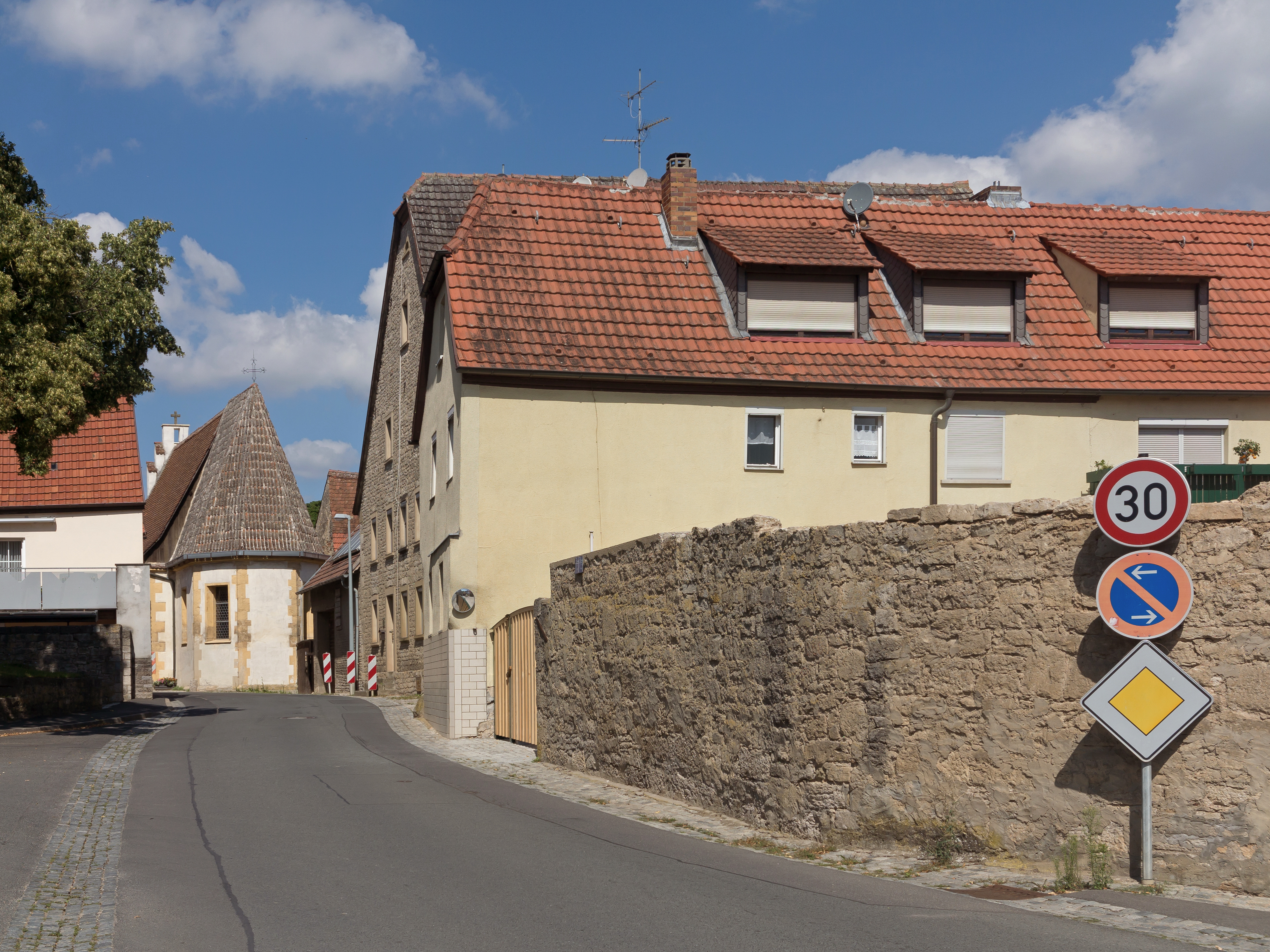
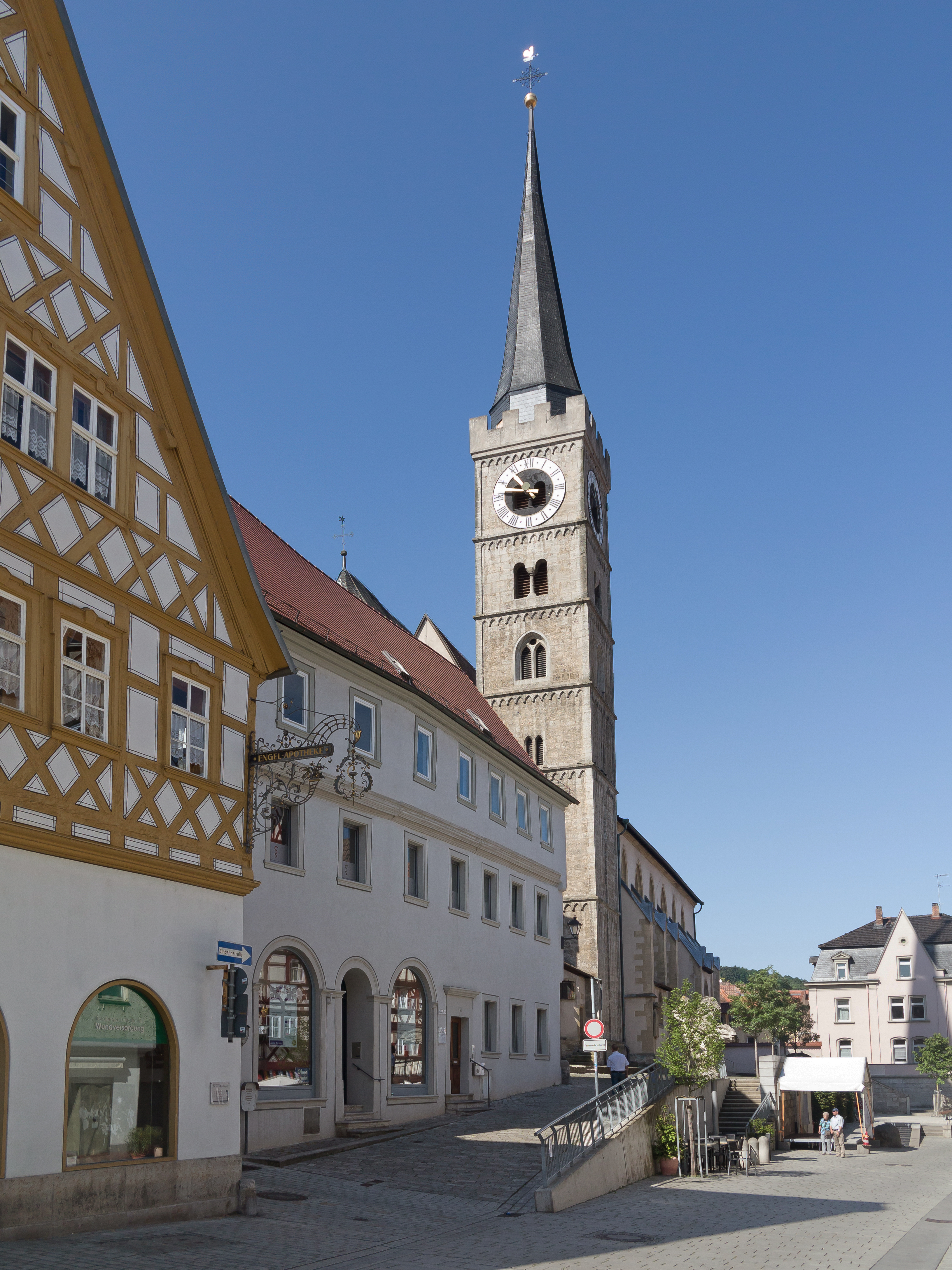

## أعلام
- ماكسيميليان غوتس
- روبرت غاريت